# Campeonato Nacional de Haití 2025
El Campeonato Nacional de Haití 2025 fue la edición número 60 de la Liga de fútbol de Haití, la máxima categoría del fútbol de Haití. La temporada comenzó el 23 de marzo de 2025 y finalizó el 1 de junio del mismo año. 
El campeón de esta edición ha sido el FC Juventus des Cayes por primera vez en su historia.

## Sistema de competición
La competición se organiza en un formato particular donde los clubes se dividen en cuatro grupos de la siguiente manera:
- Grupo A:

FICA, Capoise, Real Hope y Ouanaminthe.
- Grupo B:

Tempête FC, Triomphe Liancourt FC y Baltimore SC.
- Grupo C :

Racing Club Haïtien, Don Bosco y Violette. 
- Grupo D :

America des Cayes, FC Juventus des Cayes y AS Cavaly.
Al finalizar la primera fase, los dos primeros de cada grupo avanzan a la segunda fase, que será formada por dos grupos de cuatro equipos cada. El primero de cada grupo clasifica a la final. 
El campeón clasifica a la Copa Caribeña de la Concacaf 2025. Mientras que el subcampeón clasifica al CFU Club Shield 2025.

## Equipos participantes
| - America des Cayes - AS Capoise - AS Cavaly - Baltimore SC - Don Bosco FC - FC Juventus des Cayes - FICA | - Ouanaminthe FC - Racing Club Haïtien - Real Hope FA - Tempête FC - Triomphe Liancourt FC - Violette AC |

## Primera fase

### Grupo A
| Pos. | Equipo         | Pts. | PJ | G | E | P | GF | GC | Dif. | Clasificación 2025                  |
| ---- | -------------- | ---- | -- | - | - | - | -- | -- | ---- | ----------------------------------- |
| 1    | AS Capoise     | 11   | 6  | 3 | 2 | 1 | 6  | 3  | +3   | Clasificados a la ronda campeonato. |
| 2    | FICA           | 9    | 6  | 2 | 3 | 1 | 5  | 4  | +1   | Clasificados a la ronda campeonato. |
| 3    | Real Hope FA   | 8    | 6  | 2 | 2 | 2 | 4  | 4  | 0    |                                     |
| 4    | Ouanaminthe FC | 4    | 6  | 1 | 1 | 4 | 3  | 7  | −4   |                                     |

Actualizado a los partidos jugados el 4 de mayo de 2025.
 Fuente: Soccerway

### Grupo B
| Pos. | Equipo                | Pts. | PJ | G | E | P | GF | GC | Dif. | Clasificación 2025                  |
| ---- | --------------------- | ---- | -- | - | - | - | -- | -- | ---- | ----------------------------------- |
| 1    | Baltimore SC          | 18   | 8  | 5 | 3 | 0 | 8  | 2  | +6   | Clasificados a la ronda campeonato. |
| 2    | Tempête FC            | 11   | 8  | 2 | 5 | 1 | 9  | 7  | +2   | Clasificados a la ronda campeonato. |
| 3    | Triomphe Liancourt FC | 2    | 8  | 0 | 2 | 6 | 5  | 13 | −8   |                                     |

Actualizado a los partidos jugados el 11 de mayo de 2025.
 Fuente: Soccerway

### Grupo C
| Pos. | Equipo              | Pts. | PJ | G | E | P | GF | GC | Dif. | Clasificación 2025                  |
| ---- | ------------------- | ---- | -- | - | - | - | -- | -- | ---- | ----------------------------------- |
| 1    | Violette AC         | 20   | 8  | 6 | 2 | 0 | 17 | 3  | +14  | Clasificados a la ronda campeonato. |
| 2    | Don Bosco FC        | 9    | 8  | 2 | 3 | 3 | 7  | 7  | 0    | Clasificados a la ronda campeonato. |
| 3    | Racing Club Haïtien | 4    | 8  | 1 | 1 | 6 | 2  | 16 | −14  |                                     |

Actualizado a los partidos jugados el 11 de mayo de 2025.
 Fuente: Soccerway

### Grupo D
| Pos. | Equipo                | Pts. | PJ | G | E | P | GF | GC | Dif. | Clasificación 2025                  |
| ---- | --------------------- | ---- | -- | - | - | - | -- | -- | ---- | ----------------------------------- |
| 1    | America des Cayes     | 13   | 8  | 3 | 4 | 1 | 6  | 5  | +1   | Clasificados a la ronda campeonato. |
| 2    | FC Juventus des Cayes | 12   | 8  | 3 | 3 | 2 | 8  | 8  | 0    | Clasificados a la ronda campeonato. |
| 3    | AS Cavaly             | 6    | 8  | 1 | 3 | 4 | 8  | 9  | −1   |                                     |

Actualizado a los partidos jugados el 17 de mayo de 2025.
 Fuente: Soccerway

### Fixture
| Local                 | Marcador | Visita                | Fecha       | Grupo |
| --------------------- | -------- | --------------------- | ----------- | ----- |
| Real Hope FA          | 2-2      | AS Capoise            | 23 de marzo | A     |
| FICA                  | 3-1      | Ouanaminthe FC        | 23 de marzo | A     |
| AS Cavaly             | 2-3      | FC Juventus des Cayes | 23 de marzo | D     |
| Violette AC           | 1-1      | Don Bosco FC          | 23 de marzo | C     |
| Triomphe Liancourt FC | 1-1      | Tempête FC            | 23 de marzo | B     |
| Baltimore SC          | 1-0      | Triomphe Liancourt FC | 27 de marzo | B     |
| Don Bosco FC          | 2-0      | Racing Club Haïtien   | 27 de marzo | C     |
| America des Cayes     | 0-0      | AS Cavaly             | 27 de marzo | D     |
| FICA                  | 1-0      | Real Hope FA          | 30 de marzo | A     |
| FC Juventus des Cayes | 1-1      | America des Cayes     | 30 de marzo | D     |
| Ouanaminthe FC        | 0-1      | AS Capoise            | 30 de marzo | A     |
| Racing Club Haïtien   | 0-3      | Violette AC           | 30 de marzo | C     |
| Tempête FC            | 1-1      | Baltimore SC          | 30 de marzo | B     |
| AS Capoise            | 0-0      | FICA                  | 6 de abril  | A     |
| Real Hope FA          | 0-1      | Ouanaminthe FC        | 6 de abril  | A     |
| AS Cavaly             | 1-1      | America des Cayes     | 6 de abril  | D     |
| Tempête FC            | 3-2      | Triomphe Liancourt FC | 6 de abril  | B     |
| Don Bosco FC          | 0-0      | Violette AC           | 6 de abril  | C     |
| FC Juventus des Cayes | 1-0      | AS Cavaly             | 9 de abril  | D     |
| Triomphe Liancourt FC | 0-1      | Baltimore SC          | 9 de abril  | B     |
| Racing Club Haïtien   | 1-2      | Don Bosco FC          | 9 de abril  | C     |
| Violette AC           | 3-0      | Racing Club Haïtien   | 13 de abril | C     |
| Baltimore SC          | 0-0      | Tempête FC            | 13 de abril | B     |
| AS Capoise            | 0-1      | Real Hope FA          | 20 de abril | A     |
| Ouanaminthe FC        | 1-1      | FICA                  | 20 de abril | A     |
| Baltimore SC          | 2-1      | Triomphe Liancourt FC | 20 de abril | B     |
| Don Bosco FC          | 0-0      | Racing Club Haïtien   | 20 de abril | C     |
| AS Cavaly             | 1-2      | FC Juventus des Cayes | 20 de abril | D     |
| America des Cayes     | 2-1      | AS Cavaly             | 23 de abril | D     |
| Triomphe Liancourt FC | 1-1      | Tempête FC            | 23 de abril | B     |
| Violette AC           | 2-1      | Don Bosco FC          | 23 de abril | C     |
| Real Hope FA          | 0-0      | FICA                  | 27 de abril | A     |
| AS Capoise            | 1-0      | Ouanaminthe FC        | 27 de abril | A     |
| FC Juventus des Cayes | 0-0      | America des Cayes     | 27 de abril | D     |
| Racing Club Haïtien   | 0-5      | Violette AC           | 27 de abril | C     |
| Tempête FC            | 0-0      | Baltimore SC          | 27 de abril | B     |
| America des Cayes     | 1-0      | FC Juventus des Cayes | 4 de mayo   | D     |
| FICA                  | 0-2      | AS Capoise            | 4 de mayo   | A     |
| Ouanaminthe FC        | 0-1      | Real Hope FA          | 4 de mayo   | A     |
| Triomphe Liancourt FC | 0-1      | Baltimore SC          | 4 de mayo   | B     |
| Racing Club Haïtien   | 1-0      | Don Bosco FC          | 4 de mayo   | C     |
| Tempête FC            | 3-0      | Triomphe Liancourt FC | 8 de mayo   | B     |
| Don Bosco FC          | 1-2      | Violette AC           | 8 de mayo   | C     |
| Violette AC           | 1-0      | Racing Club Haïtien   | 11 de mayo  | C     |
| FC Juventus des Cayes | 1-1      | AS Cavaly             | 11 de mayo  | D     |
| Baltimore SC          | 2-0      | Tempête FC            | 11 de mayo  | B     |
| AS Cavaly             | 0-1      | America des Cayes     | 14 de mayo  | D     |
| America des Cayes     | 0-2      | FC Juventus des Cayes | 17 de mayo  | D     |

## Ronda Campeonato

### Grupo A
| Pos. | Equipo       | Pts. | PJ | G | E | P | GF | GC | Dif. | Clasificación 2025      |
| ---- | ------------ | ---- | -- | - | - | - | -- | -- | ---- | ----------------------- |
| 1    | AS Capoise   | 7    | 3  | 2 | 1 | 0 | 4  | 1  | +3   | Clasificado a la final. |
| 2    | FICA         | 4    | 3  | 1 | 1 | 1 | 4  | 1  | +3   |                         |
| 3    | Baltimore SC | 0    | 1  | 0 | 0 | 1 | 0  | 3  | −3   |                         |
| 4    | Tempête FC   | 0    | 1  | 0 | 0 | 1 | 0  | 3  | −3   |                         |

Actualizado a los partidos jugados el 28 de mayo de 2025.
 Fuente: Soccerway

### Grupo B
| Pos. | Equipo                | Pts. | PJ | G | E | P | GF | GC | Dif. | Clasificación 2025      |
| ---- | --------------------- | ---- | -- | - | - | - | -- | -- | ---- | ----------------------- |
| 1    | FC Juventus des Cayes | 7    | 3  | 2 | 1 | 0 | 4  | 1  | +3   | Clasificado a la final. |
| 2    | Violette AC           | 6    | 3  | 2 | 0 | 1 | 5  | 3  | +2   |                         |
| 3    | America des Cayes     | 2    | 3  | 0 | 2 | 1 | 2  | 4  | −2   |                         |
| 4    | Don Bosco FC          | 1    | 3  | 0 | 1 | 2 | 3  | 6  | −3   |                         |

Actualizado a los partidos jugados el 28 de mayo de 2025.
 Fuente: Soccerway

### Fixture
| Local                 | Marcador       | Visita                | Fecha      | Grupo |
| --------------------- | -------------- | --------------------- | ---------- | ----- |
| FC Juventus des Cayes | 1-0            | Violette AC           | 22 de mayo | B     |
| Don Bosco FC          | 1-1            | America des Cayes     | 22 de mayo | B     |
| Baltimore SC          | 0-3 (W.O.)     | FICA                  | 23 de mayo | A     |
| Tempête FC            | 0-3 (W.O.)     | AS Capoise            | 23 de mayo | A     |
| America des Cayes     | 1-1            | FC Juventus des Cayes | 25 de mayo | B     |
| Violette AC           | 3-2            | Don Bosco FC          | 25 de mayo | B     |
| AS Capoise            | 1-1            | FICA                  | 25 de mayo | A     |
| Violette AC           | 2-0            | America des Cayes     | 28 de mayo | B     |
| Don Bosco FC          | 0-2            | FC Juventus des Cayes | 28 de mayo | B     |
| FICA                  | 0-0 (1-3 pen.) | AS Capoise            | 28 de mayo | A     |
| Tempête FC            | Cancelado      | Baltimore SC          |            | A     |

## Final
| Local                 | Marcador       | Visita     | Fecha      |
| --------------------- | -------------- | ---------- | ---------- |
| FC Juventus des Cayes | 2-2 (5-3 pen.) | AS Capoise | 1 de junio |

| Bandera de Haití                         |
| Campeón FC Juventus des Cayes 1.° título |